# Institut de la mémoire nationale (Slovaquie)
L'Institut de la mémoire nationale, slovaque : Ústav pamäti národa, est une institution publique slovaque qui détient les archives de la République slovaque fasciste et du régime communiste de la République socialiste tchécoslovaque, qui ont dirigé la Slovaquie au XXe siècle. Fondé en 2003 par Ján Langoš (en), l'Institut mène des actions pour faciliter la recherche sur ces périodes et enseigner leur histoire au public. Il émet également un bulletin d'information : Pamäť národa.